# Clubiona subparallela
Clubiona subparallela là một loài nhện trong họ Clubionidae.
Loài này thuộc chi Clubiona. Clubiona subparallela được miêu tả năm 2007 bởi Zhang, Zhu & Da-xiang Song.